# Il ne faut pas boire son prochain
 (juin 2016).
Si vous disposez d'ouvrages ou d'articles de référence ou si vous connaissez des sites web de qualité traitant du thème abordé ici, merci de compléter l'article en donnant les références utiles à sa vérifiabilité et en les liant à la section « Notes et références ».

Il ne faut pas boire son prochain (Fantaisie monstrueuse en quatre tableaux Sur une idée d'André Voisin) est la première pièce de Roland Dubillard.
Elle a été créée  en 1946 en Autriche où Roland Dubillard avait été incorporé dans les troupes d'occupation. La pièce a été jouée par la troupe de théâtre aux armées Les Arlinquins dans une mise en scène de l’auteur, qui interprète le rôle du Singe. Le texte a été publié pour la première fois aux éditions Gallimard en 1997 dans la Collection Le Manteau d'Arlequin – Théâtre français et du monde entier.

## Argument
Une fête mystérieuse doit avoir lieu dans un château et les invités arrivent. Un garçon déluré s'invite à la fête mais ce château appartient à quatre monstres grotesques (le lion - l'aigle - la licorne et le singe) qui ont besoin de boire du sang humain pour survivre.
Le garçon profite de la bêtise des monstres. Il apprend aux bêtes à lire et leur promet de faire venir une étoile du ciel ce qui lui permet de gagner du temps avant d'être broyé pour extraire son sang. Grâce à une machine extraordinaire, il fait apparaitre une petite fille qui était cachée dans un miroir en faisant croire que c'est une étoile. Les monstres veulent se marier avec l'étoile et se battent pour cela. La pièce se termine bien, trois monstres sont enfermés dans une cage avec l'aide du lion. Le garçon et la petite fille sont sauvés.